# شیخ شهاب‌الدین اهری

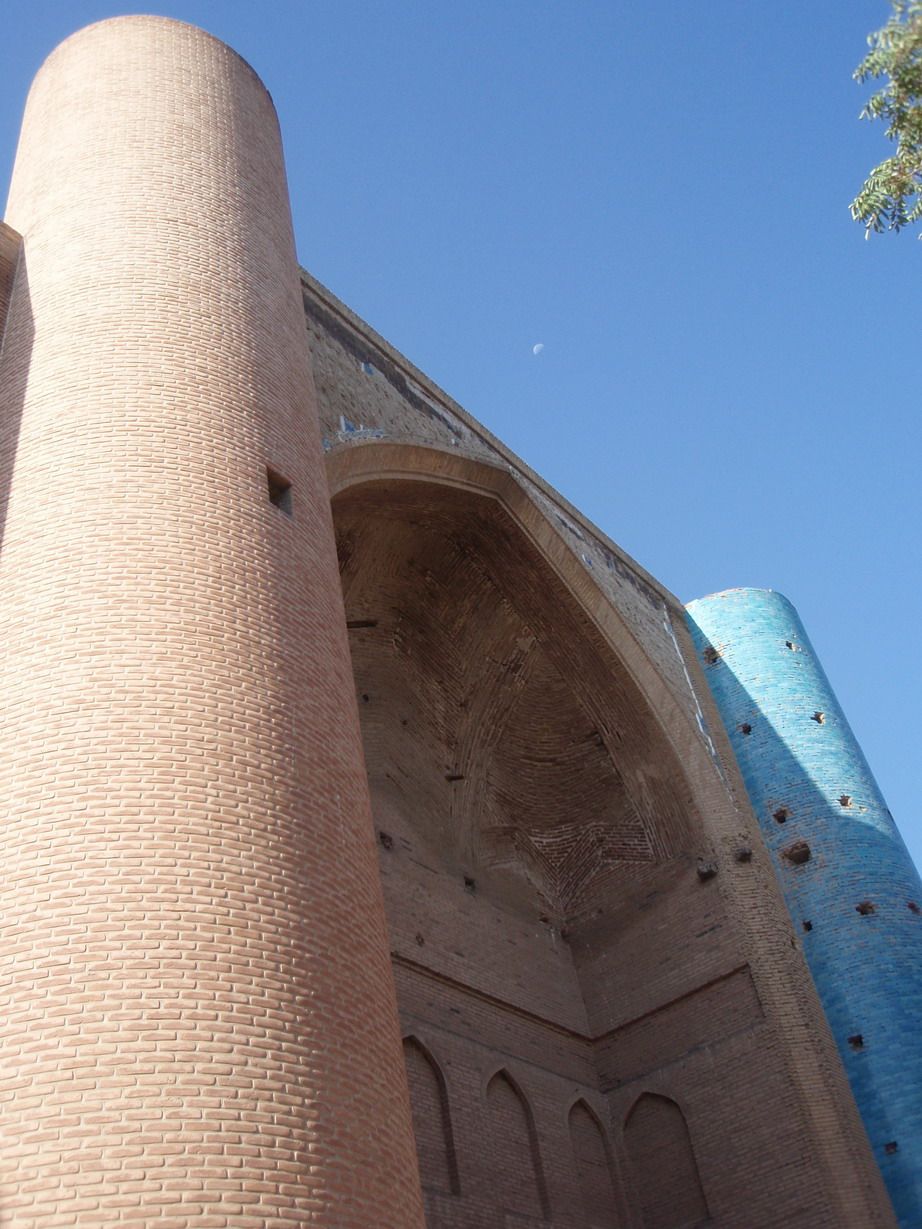
مسجد و بقعه شیخ شهاب الدین اهری

شیخ شهاب‌الدین اهری عارف و شاعر قرن هفتم هجری قمری بوده‌است. در اکثر کتب قدیمی، شیخ شهاب‌الدین را با نام‌های شهاب‌الدین محمود تبریزی و شهاب‌الدین محمود التبریزی العتیقی الاهری نام برده‌اند. لقب شهاب‌الدین توسط استاد و مرشد وی، شیخ رکن‌الدین سجاسی به وی اعطا شده‌است.

## زندگی‌نامه
پدرش در همان سنین کودکی قرآن را به وی آموخت، بطوریکه وی در سن ۱۰سالگی قرآن را از حفظ داشت. سپس تا ۱۴ سالگی در محضر عالم بزرگوار ملا حسن اهری به تحصیل قواعد عربی و سایر علوم پرداخت و برای تکمیل معلومات خویش در۲۵ سالگی رهسپار بغداد شد و در بغداد به تکمیل تحصیلات پرداخت. وی در حضورشیخ رکن الدین سجاسی به کسب کمالات معنوی نایل آمد و به دامادیش مفتخر گشت. نام دختر رکن الدین خدیجه سلطان بوده‌است و آن‌ها فقط یک پسر بنام علی داشته‌اند که به شیخ علی اهری معروف بوده‌است. شیخ شهاب الدین به سفارش استادش، مأمور ارشاد مردم ارسباران گردیده و همراه همسر اش عازم اهر شد. وی بعد از ترتیب خانقاه در محل کنونی بقعهٔ شیخ، به هدایت و ارشاد طالبان حق و شریعت و طریقت پرداخت و به درجهٔ قطب نایل آمد. نام شیخ در سنگ نبشته‌ای در سر درب شرقی بقعهٔ شیخ چنین بیان شده‌است: «سلطان العارفین، قطب السالکین، شیخ المحققین، سلطان شهاب الدین اهری قدس الله روحه العزیز». وی در ۶۶۵ ه‍.ق دیده از جهان فروبست.
محل وفات شیخ در تمامی منابع موجود شهر اهر ذکر شده‌است. عالم آرای عباسی می‌نویسد:شاه عباس اول صفوی در سال نوزدهم و بیست ویکم سلطنت خود به اهر آمده و به زیارت تربت شریف شیخ فایز آمده‌است. آرامگاه حضرت اینک در اهر داخل محوطه پارک شیخ شهاب الدین بنام بقعه شیخ شهاب الدین قرار دارد و زیارتگاه اهل دل می‌باشد.

## ولادت و وفات
تاریخ ولادت وی بر اساس اولین بیت از اشعارش که توسط مرحوم کاشفی اهری از روی نسخه خطی کتاب تذکره الاوصیاء منسوب به بابارحمت الله اهری، استنساخ شده‌است. ماه شعبان۵۸۰ هجری قمری است و مدت عمروی۸۵سال می‌باشد.
ز ششصد بیست کم در شهر شعبان       به این دیر کهن گشتم نگهبان
بر اساس نوشته‌های مرحوم کاشفی اهری در کتابش، تاریخ وفات شیخ شهاب الدین ۶۶۵ ه‍.ق می‌باشد.

## والدین
نام پدر وی بر اساس نوشته‌ها احمد می‌باشد که ملقب به عبداللطیف بوده‌است و همچنین از مادرش در اشعار خود با نام عصمت یاد می‌کند:
دو سیصد بود بگذشته ز هجرت       برفتش از جهان آن مام عصمت
که ظاهراً در سال ۶۰۰ هجری از دنیا رفته‌است. عصمت بعداً نیز صاحب دو فرزند بنامهای محمد و فاطمه گردید. محمود در سن ۲۰ سالگی مادرش را از دست داد.

## زادگاه
زادگاه شهاب الدین شهر اهر در استان آذربایجان شرقی است. شیخ در اشعار خود از سیاهان کوه نام می‌برد که به احتمال قوی همان قره داغ می‌باشد که نام سابق ارسباران بوده که مرکز آن شهرستان اهر می‌باشد.
سیاهان کوه را منزل ببودم
ز آهوی چمن شیرش بخوردم

## سلسله مراد و مریدان
سلسله مراد و مریدی شیخ شهاب‌الدین بدین شکل است:
```
 
شیخ رکن‌الدین سجاسی

 |
 
شیخ شهاب‌الدین اهری

 |
 |------------------------|-----------------------|

باله حسن بنیسی
 
شیخ جمال‌الدین تبریزی
 
بایا فرج وایقانی

 |
 
شیخ زاهد گیلانی

 |
 
شیخ صفی‌الدین اردبیلی
```